# Pébié
Pébié est l'un des six arrondissements de la commune de Pèrèrè dans le département du Borgou au Bénin.

## Géographie

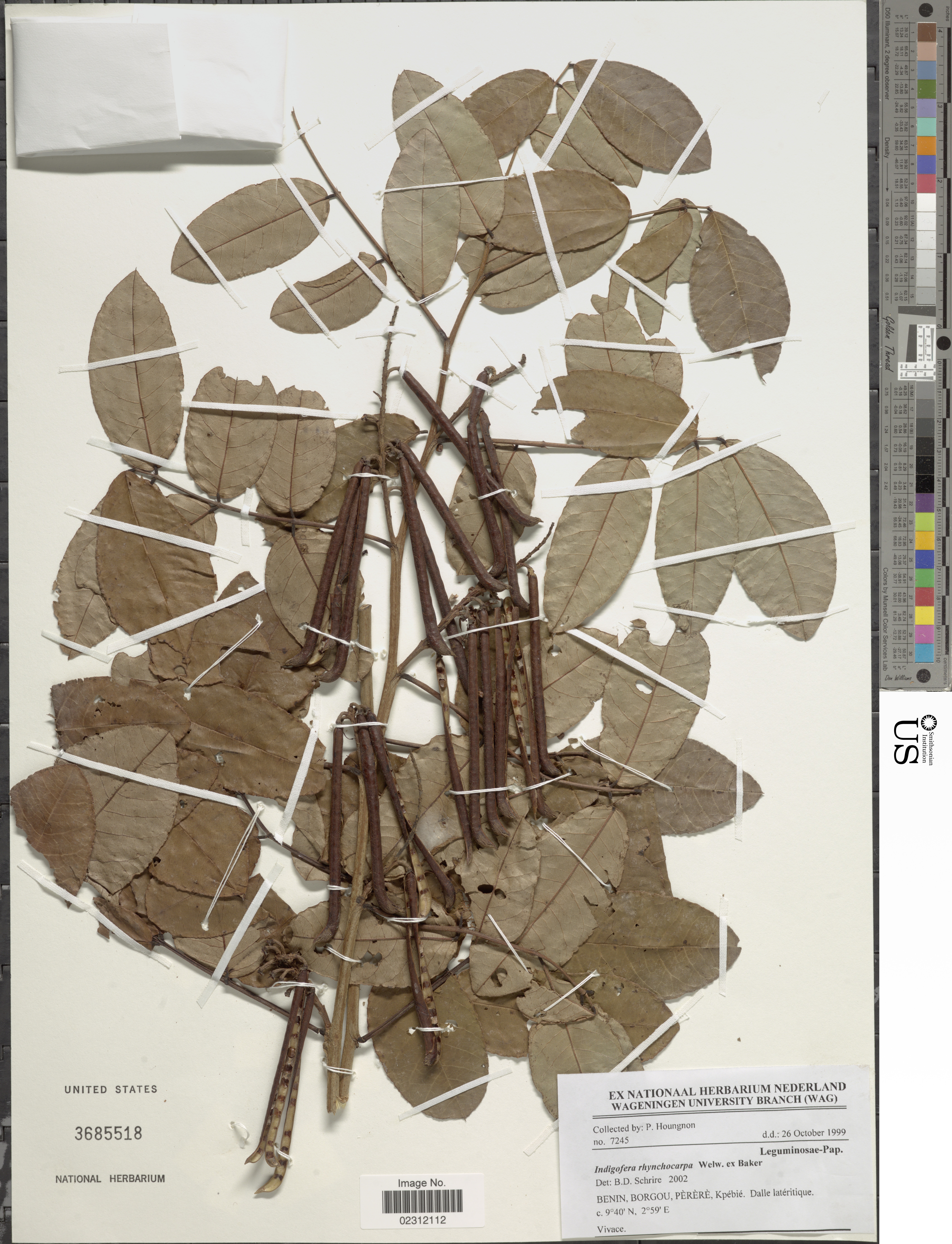
Spécimen dIndigofera rhynchocarpa collecté à Kpébié.

L'arrondissement de Pébié est situé au nord-est du Bénin et compte 4 villages que sont Guinro, Kpebie, Tchori et Won.

## Démographie
Selon le recensement de la population de 2013 conduit par l'Institut national de la statistique et de l'analyse économique (INSAE), Pébié compte 5865 habitants  .